# Марроубон (Кентуккі)
Марроубон (англ. Marrowbone) — переписна місцевість (CDP) в США, в окрузі Камберленд штату Кентуккі. Населення — 147 осіб (2020).

## Географія
Марроубон розташований за координатами 36°50′5″ пн. ш. 85°30′11″ зх. д. / 36.83472° пн. ш. 85.50306° зх. д. (36.834803, -85.503116).  За даними Бюро перепису населення США в 2010 році переписна місцевість мала площу 3,34 км², з яких 3,30 км² — суходіл та 0,04 км² — водойми.

## Демографія
Згідно з переписом 2010 року, у переписній місцевості мешкало 217 осіб у 89 домогосподарствах у складі 59 родин. Густота населення становила 65 осіб/км².  Було 103 помешкання (31/км²).
Расовий склад населення:
| - 95,9 % — білих - 1,4 % — чорних або афроамериканців - 0,5 % — корінних американців |

До двох чи більше рас належало 2,3 %. Частка іспаномовних становила 0,0 % від усіх жителів.
За віковим діапазоном населення розподілялося таким чином: 26,3 % — особи молодші 18 років, 57,6 % — особи у віці 18—64 років, 16,1 % — особи у віці 65 років та старші. Медіана віку мешканця становила 41,5 року. На 100 осіб жіночої статі у переписній місцевості припадало 92,0 чоловіків;  на 100 жінок у віці від 18 років та старших — 88,2 чоловіків також старших 18 років.
Цивільне працевлаштоване населення становило 36 осіб. Основні галузі зайнятості: виробництво — 36,1 %, освіта, охорона здоров'я та соціальна допомога — 22,2 %, сільське господарство, лісництво, риболовля — 22,2 %.